# スコット・マーブル
スコット・マーブル（Scott Marble、1847年 - 1919年4月5日）は、アメリカ合衆国の劇作家。西部劇映画の古典『大列車強盗』の原作者。

## 生涯
マーブルは、1847年にペンシルベニア州で生まれた。1878年前後にシカゴへ移り、1880年代にはシカゴで俳優として働いた。
マーブルは、女優であった妻グレイス・マーブル (Grace Marble) との間に4人の子をもうけた。
その後、劇作家となり、1896年に書いた舞台劇のメロドラマ『大列車強盗 (The Great Train Robbery)』が、その7年後の1903年にエドウィン・S・ポーターが監督・製作した映画『大列車強盗』の原作となり、西部劇映画の古典となった。マーブルによる作品としては、他に『The House with Green Blinds』（1893年）、『Tennessee's Pardner』（1894年）、『The Sidewalks of New York』（1895年）、『The Cotton Spinner』（1896年）、『The Heart of the Klondike』（1897年）、『Have You Seen Smith?』（1898年）、『On Land and Sea』（1898年）、『Daughters of the Poor』（1899年）などがある。
マーブルは、ニューヨークで死去した。

## 関連文献
The Oxford Companion to American Theatre. New York: Oxford University Press, 1984.